# Stara Wieś (Piskrzyn)
Stara Wieś – część wsi Piskrzyn położona w województwie świętokrzyskim w powiecie opatowskim w gminie Baćkowice.
W latach 1975–1998 miejscowość administracyjnie należała do województwa tarnobrzeskiego.